# Disco solare alato

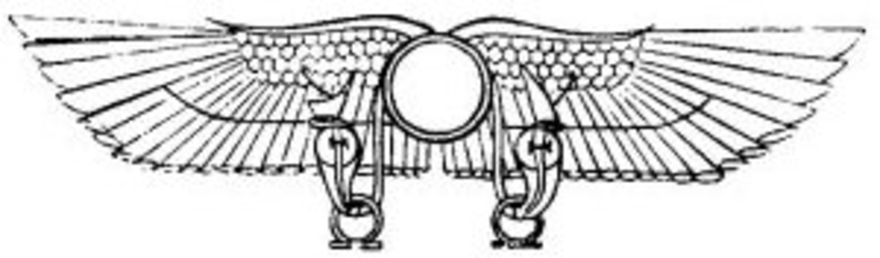
"Il sole alato di Tebe" (da Mitologia e cristianità egiziana di Samuel Sharpe, 1863)

Nel Vicino Oriente antico (Egitto, Mesopotamia, Anatolia, e Persia), il sole alato è un simbolo associato con la divinità, la regalità e il potere. Il simbolo è stato anche trovato nei documenti di antiche culture in varie regioni del Sud America, come pure in Australia.

## Vicino Oriente antico

### Antico Egitto

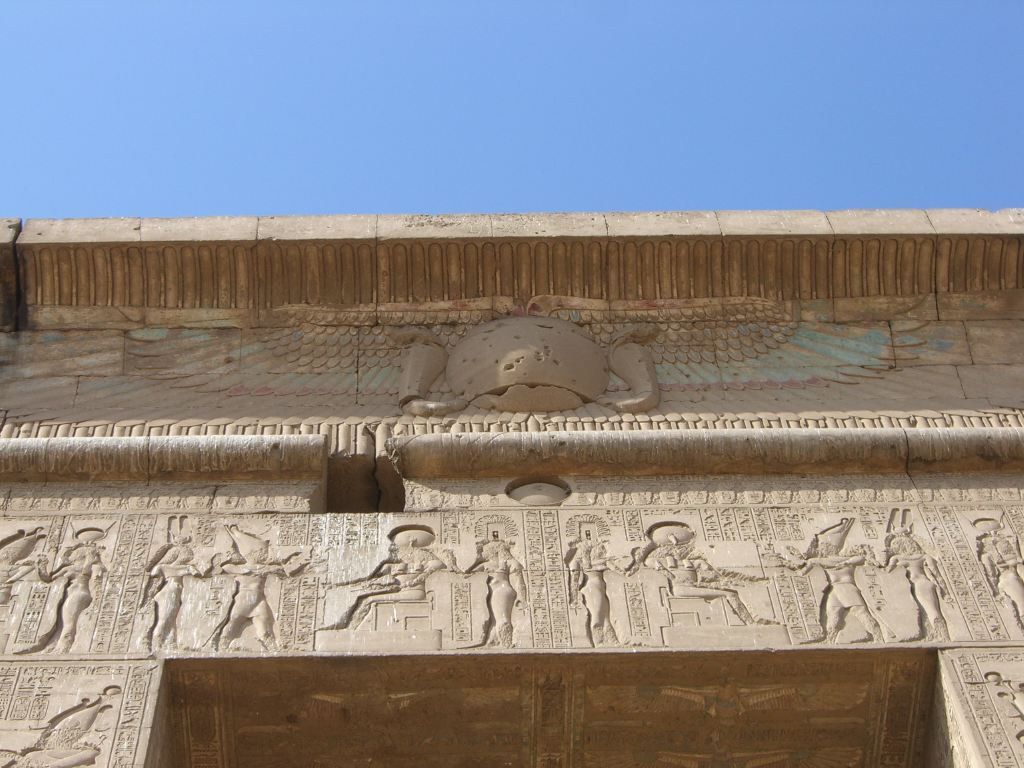

Nell'Antico Egitto, il simbolo è attestato dall'Antico Regno (Snefru, XXVI secolo a.C.), spesso fiancheggiato sui due lati da un ureo.
Nella religione egizia, il simbolo Behedeti è rappresentato da Horus di Edfu, più tardi identificato con Ra-Harakhti. Esso è talvolta rappresentato sul collo di Apis, il toro di Ptah. Come il tempo passava (secondo l'interpretazione) tutti gli dei subordinati d'Egitto venivano ad essere considerati sotto gli aspetti del dio solare, incluso per es. Khepri.
Il disco solare alato era simbolo di dominazione solare e regale che nelle leggende egizie aveva ruoli confusi e miti intricati.
In origine vi era solo il luminoso disco solare, chiamato Ra "Colui che si solleva, che sale in alto", che successivamente divenne l'occhio del dio falco Horo prima personificazione dell'astro e poiché il dio era anche "Signore delle due terre" da cui il sole sorgeva ogni giorno, fu successivamente associato, dai sacerdoti di Eliopoli, a Ra con il nome composto di Ra-Harakhti ed al sovrano che lo rappresentava.

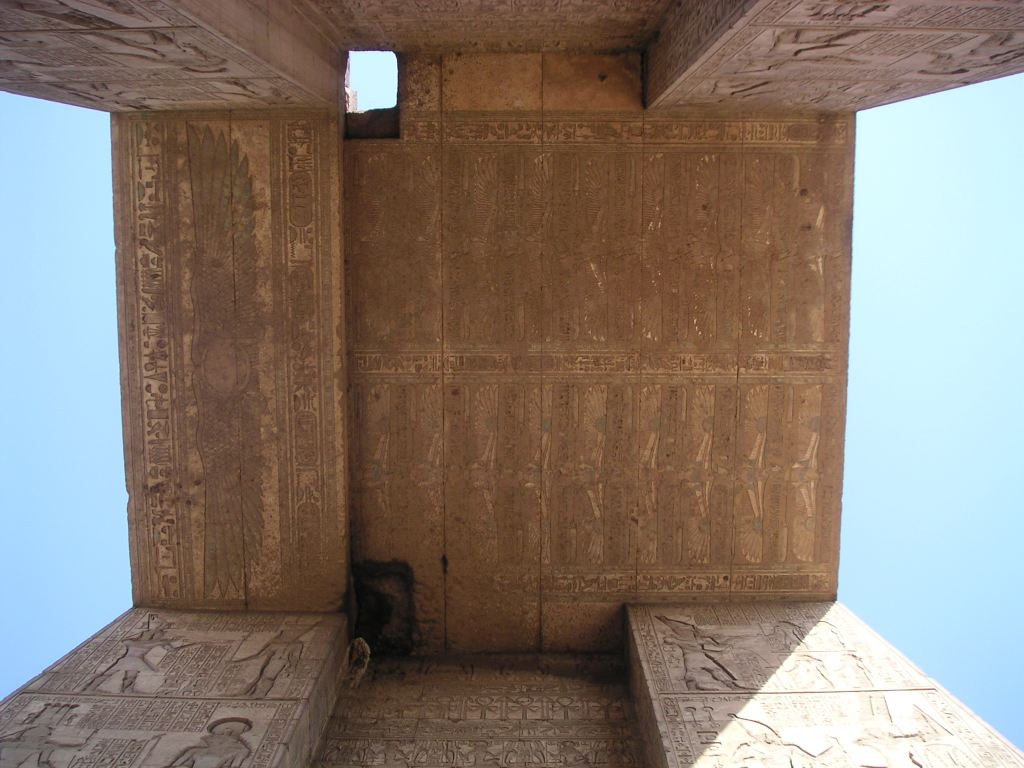

Ne deriva che questo simbolo, secondo Alan Gardiner, risultava dalla fusione tra il sovrano, Ra e il falco Horus.
Per la bellezza delle loro piume e per la maestosità dei loro voli, i falconi erano adorati fin dai primordi dagli Egizi che li denominarono Horo e quindi con questo nome si identificavano più divinità locali, poi sincretizzate nel dio originario di Behedet e conosciuto fin dalla I dinastia con il nome di Harakhti ossia "Horo dell'orizzonte".
Il cielo, per gli Egizi, erano le ali del falco che agiva da intermediario tra gli uomini e la natura per mantenere la Maat e durante la II dinastia il disco solare si fuse con le ali di Horo che planava nel cielo prendendo il titolo di "Colui che ha le piume screziate".

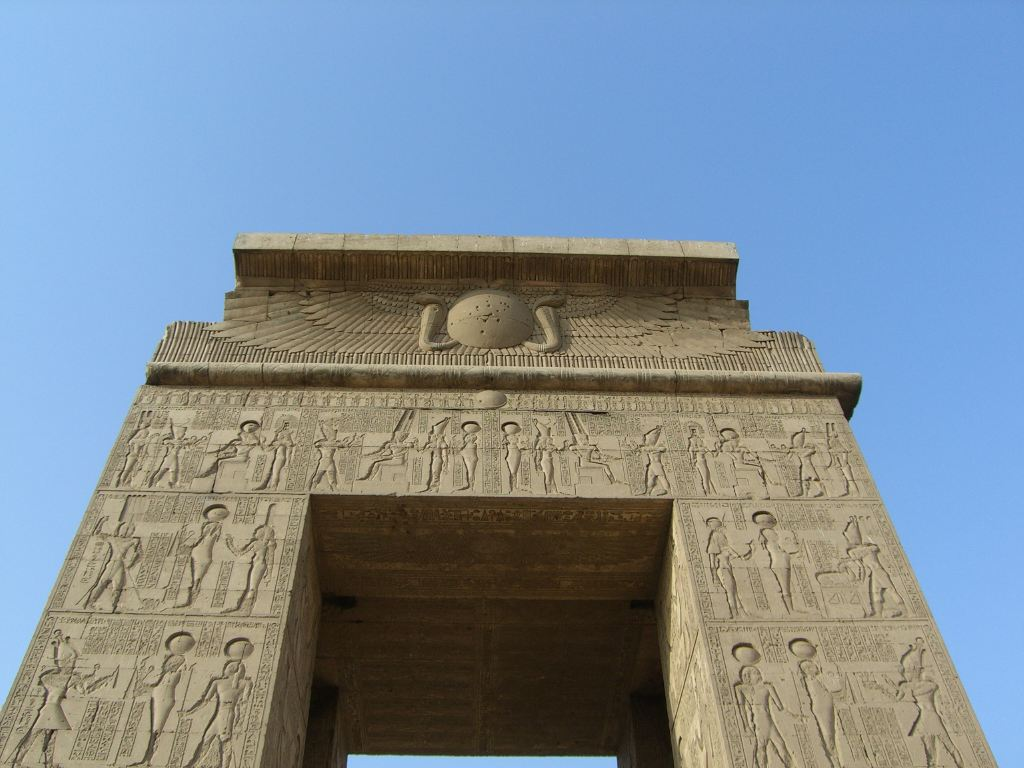

Le ali del falco rappresentavano, nel simbolismo, anche l'Alto e il Basso Egitto riuniti dal dio sole.
All'inizio della V dinastia il culto solare acquisiva notevole importanza con la costruzione di templi ed il disco solare alato diveniva un emblema celeste di protezione dai profanatori dei luoghi sacri.
Nel Nuovo Regno questo simbolo era usato con scopi apotropaici sopra le porte, dei templi e delle sale, nelle stele, nei pyramidion e sui soffitti ove simboleggiava il cammino solare diurno e la trasmissione del potere di vita.
Il disco solare alato poteva essere affiancato dagli urei che indicavano l'equilibrio delle forze contrapposte e che singolarmente rappresentavano l'occhio "fiero" del dio Ra posto sulla sua fronte per difenderlo dai nemici.
La simbiosi del sole con elementi terreni significava che l'uomo poteva unirsi con il divino in una comunione cosmica.

### Mesopotamia e Levante

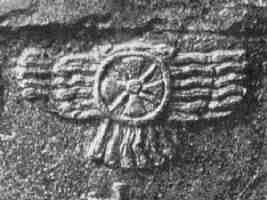
Stele per Assurnasirpal II a Nimrud (IX secolo a.C.); i dettagli mostrano il sole alato.

Dal 2000 a.C. ca., il simbolo si espanse verso Levante e nella Mesopotamia. Esso appare in rilievi con i governatori assiri e in geroglifici anatolici come un simbolo della regalità, trascritto come SOL SUUS (letteralmente, "Sua propria essenza, il Sole", vale a dire, "Sua Maestà")

### Ebraico
Dall'VIII secolo a.C. circa, esso appare sui sigilli ebrei, ma come un simbolo generico di "potere". Un esempio è un sigillo dove il sole alato viene fiancheggiato da simboli Ankh e un'iscrizione ebraica che spiega la "possessione di Hezekiah, figlio di Ahaz, re di Giuda". Molti reperti in ceramica risalenti allo stesso periodo recano il simbolo insieme con l'iscrizione lemelekh "[proprietà] del re".
Confronta anche Malachia, che, riferendosi a un "Sole di giustizia" alato, dice (Ml 4:2)...
Ma per voi che temete il mio nome, sorgerà il sole della giustizia con la guarigione nelle sue ali... (Nuova Diodati)
Diversa, però, è la traduzione CEI (Ml 3:20 ).

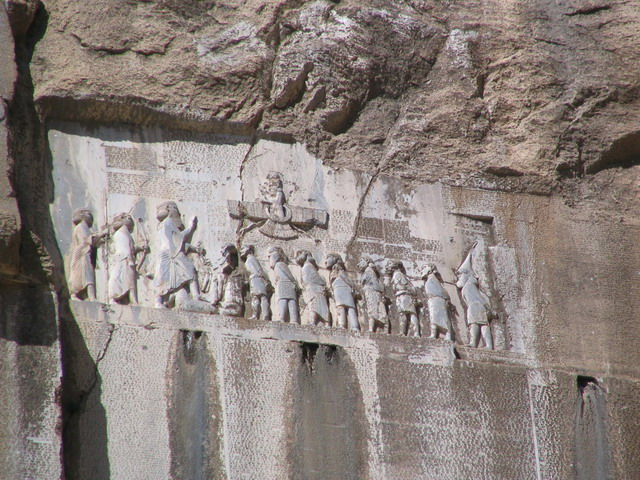
Il Faravahar nelle Iscrizioni di Bisotun.

### Zoroastrianismo
Il simbolo evolve nel Faravahar (l'"aspetto visivo di Ahura Mazdā") nella Persia Zoroastriana.

### Grecia
Il sole alato è convenzionalmente rappresentato come una protuberanza sul caduceo di Hermes.

## Uso moderno

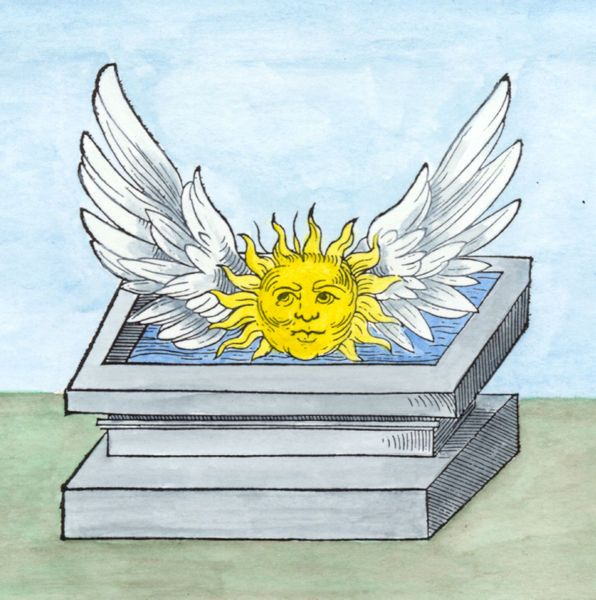
Come uno dei simboli alchemici: un sole alato si libra sopra un sepolcro riempito con acqua (da Il rosario dei filosofi).

Il simbolo venne usato nella copertina per la serie del libro di testo di Charles Taze Russell "Studi delle Scritture" iniziando con le edizioni del 1911.  Vari gruppi come massoneria, teosofia, Rosacroce e Unity Church lo hanno usato altrettanto.  Variazioni dei simboli sono utilizzati come marchio di fabbrica sui veicoli prodotti dalla Chrysler Corporation e dall'Harley Davidson.

### Letteratura
- (DE)  R. Mayer-Opificius, Die geflügelte Sonne: Himmels- und Regendarstellungen im Alten Vorderasien, UF 16 (1984) 189-236.
- (FR)  D. Parayre, Carchemish entre Anatolie et Syrie à travers l'image du disque solaire ailé (ca.  1800-717 av. J.-C.), Hethitica 8 (1987) 319-360.
- (FR)  D. Parayre, Les cachets ouest-sémitiques à travers l'image du disque solaire ailé, Syria 67 (1990) 269-314.